# Moulay Bousselham
Moulay Bousselham (arabisch مولاي بو سلهام, Zentralatlas-Tamazight ⵎⵓⵍⴰⵢ ⴱⵓⵙⵍⵀⴰⵎ = „Herr mit dem Burnus“) ist eine Kleinstadt mit etwa 8500 Einwohnern und Hauptort einer Landgemeinde mit insgesamt ca. 28.000 Einwohnern in der Provinz Kénitra in der Region Rabat-Salé-Kénitra im Nordwesten Marokkos.

## Lage und Klima
Die Kleinstadt Moulay Bousselham liegt auf einem Hügel an der Atlantikküste in einer Höhe von ca. 5 bis 35 m. Die Provinzhauptstadt Kenitra bzw. die Landeshauptstadt Rabat befinden sich ungefähr 97 bzw. 140 km (Fahrtstrecke) in südwestlicher Richtung. Das vom Atlantik beeinflusste Klima ist gemäßigt bis warm; Regen (ca. 620 mm/Jahr) fällt nahezu ausschließlich im Winterhalbjahr.

## Bevölkerung
| Jahr      | 1994  | 2004 | 2014 | 2024 |
| Einwohner | k. A. | 5693 | 7372 | 8642 |

Ein Großteil der heutigen Bevölkerung ist berberischer Abstammung und seit den 1960er Jahren aus den Berg- und Wüstenregionen Marokkos zugewandert.

## Wirtschaft
Bis ins frühe 20. Jahrhundert hinein gab es hier nur ein einfaches Fischerdorf. Erst während der Französischen Kolonialzeit begann allmählich die Ortsentwicklung, die sich nach der Unabhängigkeit Marokkos (2. März 1956) noch verstärken sollte. Die heutige Kleinstadt bietet die wirtschaftliche und soziale Infrastruktur (Handel, Handwerk, Banken, Schule etc.) für die Stadtbewohner und die Menschen in den Dörfern des Umlands. Für die Touristen gibt es überdies zahlreiche Restaurants sowie Privatzimmer, Hotels und Pensionen.

## Geschichte
Im Zentrum der Ortsgeschichte stehen die (z. T. legendenhaften) Episoden um einen Mitte des 16. Jahrhunderts aus Ägypten gekommenen Mann, der in der Schlacht von Alcácer-Quibir (4. August 1578, auch „Schlacht der drei Könige“ genannt) den Tod gefunden haben soll. Anschließend sei er in dem Küstenort beigesetzt worden sei, was etliche Wunder zur Folge gehabt hätte. Später errichtete man über seinem alljährlich im Sommer von vielen Pilgern besuchten Grab ein kleines Mausoleum (qubba). In der Folge kamen auch andere „heilige Männer“ hierher, deren Kuppelgräber über die Stadt verteilt sind.
Seit den 1960er Jahren hat sich der Fischerort zu einem Badeort fortentwickelt, der heute von vielen Marokkanern, aber auch Europäer besucht wird.

## Sehenswürdigkeiten
- Das Mausoleum darf von Ungläubigen nicht betreten werden; es ist meist geschlossen.
- Der Strand und das Umland mit dem Lagunensee Merja Zerga sind durchaus reizvoll; die örtlichen Fischer verkaufen ihren Fang oft am Strand.